# 成願寺温泉
成願寺温泉（じょうがんじおんせん）は、新潟県長岡市成願寺町（旧国越後国）にあった温泉。越後長岡百景の一つに選ばれていた。
1軒宿の養寿館が新潟県中越地震で被害を受け廃業したため、温泉に入浴することは不可能になった。

## 泉質
- 硫黄泉

## 温泉街
養寿館1軒のみで構成されていた。昭和30年代から40年代にかけては当時としては珍しい大型の遊具が設けられていた。

## 養寿館の歴史
- 1871年（明治4年）- 長岡藩主・牧野家に仕えていた武士の高野家６代目高野斧左エ門により開業[1]。
- 2004年（平成16年）10月
  - 23日 - 新潟県中越地震発生。
  - 30日 - 地震で養寿館の建物に大きな被害を受けたため廃業。
- 2005年（平成17年）9月14日 - 高野家より温泉関連資料（旅館のパンフレット、絵葉書、料理の献立表、遊具の供出除外許可を求める申請書など昭和初期の旅館経営がうかがえる資料270点）が長岡市へ寄贈される。

## アクセス
- 長岡駅東口から運行される成願寺行きのバスで20分ほどのところにある成願寺温泉のバス停が最寄。